# Rail Club du Kadiogo
El Rail Club du Kadiogo és un club de futbol burkinès de la ciutat de Kadiogo. Disputa els seus partits a l'Stade de Kadiogo. Els seus colors són el taronja i el negre.

## Palmarès
- Lliga burkinesa de futbol:[1]
  - 2005, 2016, 2017
- Copa burkinesa de futbol:[2]
  - 1994, 2012, 2016
- Supercopa burkinesa de futbol:[3]
  - 2012